# Yearning
Yearning — финская дум-метал-группа, основанная в 1994 году и распавшаяся в 2010 году. За время существования выпустила пять студийных альбомов.

## История
Музыкальный коллектив Yearning был сформирован на рубеже 1994/1995 годов двумя музыкантами — гитаристом-вокалистом Юхани Паломяки и барабанщиком T. Kristian. Первоначально их творческий коллектив носил название Flegeton. Подобное название было позаимствовано из Божественной комедии Данте Алигьери. После сочинения нескольких композиций и продолжительных репетиций в состав группы влился гитарист Tero Kalliomaki вместе с которым в 1995 году записали дебютное демо Trough the Desolate Lands. Демо, по музыкальной составляющей, было близко к дэт-металу с атмосферными эффектами. В июле этого же года в студии MDM-studio, расположенной в городе Тампере, группа приступает к записи второй демо-ленты, получившей название The Temple of Sagal. Музыка демозаписи приняла новые оттенки, в частности появился чистый вокал, акустическая гитара, много клавишных, а настрой музыки приобрёл ярко выраженный меланхоличный оттенок.
The Temple of Sagal привлёк внимание музыкального лейбла Holy Records, с которым и был заключён договор на издание релизов. После заключения договора меняется название группы на Yearning, в группу приходит новый басист — Mr. Woodland. Далле группа начинает запись дебютного альбома, который получит название With Tragedies Adorned, в известной студии Tico-Tico Studio. Композиция Autumn Funeral вошла на сборник лейбла The Holy Bible и зарекомендовала группы по всему миру. Альбом вышел 28 февраля 1997 года. В этом же году группа записывает композицию Eternal для трибьют-альбома группе Paradise Lost под названием As We Die For...Paradise Lost. После записи композиции Yearning отправляются в европейское турне с группами Nightfall и SUP по Нидерландам, Бельгии, Германии, Австрии и Франции. По прошествии тура участники группы практически сразу отправляются в Tico-Tico Studio и к осени 1998 года записывают второй полноформатный альбом Plaintive Scenes, который был издан в 1999 году. После выхода альбома группу покидают многие участники, в результате чего в ней остаются два основателя Юхани Паломяки и T. Kristian. Однако это не остановило участников и уже к 2000 году был записан материал третьего альбома Frore Meadow, все инструменты на котором, за исключением ударных, записал Паломяки. Обложку к альбому создал J.P. Fournier.
В поддержку альбома были совершены небольшие гастроли, для которых были приглашены три сессионных участника — гитарист Matti S., басист Loikas и клавишник Jouni J.N. Группа вместе с Gloomy Grim и Misanthrope отыграли концерты во Франции. Следующий альбом Evershade участники группы решают записывать в новой студии — Astia Studio, с известным метал продюсером Anssi Kippo.
15 мая 2010 года лидер группы Юхани Паломяки был найден мёртвым. На момент смерти ему было 32 года. Вместе с этим группа автоматически прекратила свою деятельность.

## Состав

### Последний состав
- Juhani Palomäki — вокал, гитара, бас, клавишные (1977—2010)
- Aki Kuusinen — ударные (сессионный участник)
- Matti S. — гитара на концертах
- Jani Loikas — бас на концертах
- Jouni Jormanainen — клавишные на концертах

### Бывшие участники
- Tero Kalliomäki — гитара
- Mr. Woodland (Petri Salo) — бас
- Lady Tiina Ahonen — женский вокал, флейта
- Antti Ahonen — клавишные
- T. Kristian — ударные

## Дискография
- 1995 — Trough the Desolate Lands (демо)[3]
- 1996 — The Temple of Sagal (демо)[3]
- 1997 — With Tragedies Adorned
- 1999 — Plaintive Scenes
- 2001 — Frore Meadow
- 2003 — Evershade
- 2007 — Merging Into Landscapes